# Sublette (Illinois)
Sublette est un village du comté de Lee dans l'Illinois, aux États-Unis,. Situé au nord du comté, il est incorporé le 18 février 1857 ou le 20 mars 1893.

## Démographie
Lors du recensement de 2010, le village comptait une population de 449 habitants. Elle est estimée, en 2016, à 425 habitants.

### Source de la traduction
- (en) Cet article est partiellement ou en totalité issu de l’article de Wikipédia en anglais intitulé « Sublette, Illinois » (voir la liste des auteurs).